# Florea Dumitrache
Florea „Florică“ „Mopsul“ Dumitrache (* 22. Mai 1948 in Bukarest; † 26. April 2007 ebenda) war ein rumänischer Fußballspieler. Er wurde zweimal Rumäniens Fußballer des Jahres und absolvierte 357 Spiele in der höchsten rumänischen Fußballliga, der Divizia A. Außerdem nahm er an der Fußball-Weltmeisterschaft 1970 in Mexiko teil.

## Karriere

### Verein

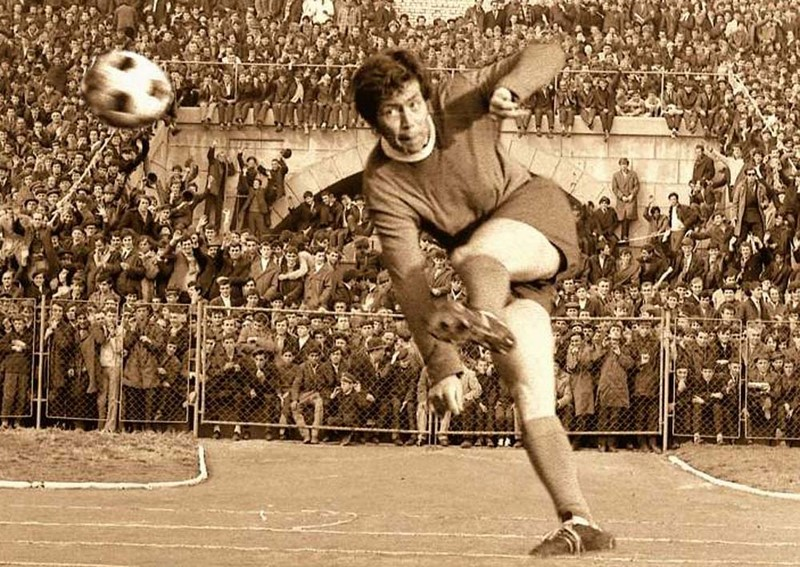
Dumitrache in Aktion

Florea Dumitrache begann das Fußballspielen in seiner Heimatstadt Bukarest bei Rapid. Nach einem Umweg über TUG Bukarest landete er 1964 auf Empfehlung seines Trainers Traian Ionescu bei Dinamo. Dort kam er 1965 in die erste Mannschaft und bestritt am 2. Mai 1966 gegen Dinamo Pitești sein erstes Spiel in der Divizia A. Nachdem er zunächst wenig berücksichtigt worden war, ging seine Karriere in der Saison 1967/68 steil nach oben, als er Stammspieler wurde und erstmals in die Nationalmannschaft berufen wurde. Mit Dinamo gewann Dumitrache in der Folgezeit drei Meisterschaften, einen Pokal und wurde zweimal Torschützenkönig. In den Jahren 1968 und 1969 wurde er sogar zweimal zu Rumäniens Fußballer des Jahres gewählt.
Im Jahr 1976 verließ Dumitrache Dinamo, nachdem sich seine Torausbeute in den Jahren zuvor stark reduziert hatte, und schloss sich dem Ligakonkurrenten Jiul Petroșani an. Dort konnte er zunächst an alten Stärken anknüpfen und wurde in der Saison 1976/77 zweitbester Torschütze hinter Dudu Georgescu. Aber auch bei Jiul ließen seine Leistungen nach und führten dazu, dass die Mannschaft am Ende der Saison 1978/79 nur knapp dem Abstieg entrann. Dumitrache entschloss sich daraufhin zu einem weiteren Wechsel zu Corvinul Hunedoara, das mit Mircea Lucescu in der Divizia B einen Neuanfang versuchte. Nach dem Aufstieg 1980 erlebte er mit Corvinul Anfang der 1980er Jahre dessen erfolgreichste Zeit, tat sich aber nicht mehr als der Torjäger hervor, der er früher einmal war. In der Saison 1982/83 erhöhte er die Anzahl seiner Europapokaleinsätze ein letztes Mal auf 20 Spiele und sein Torekonto auf 8. Die letzten vier Ligaspiele fungierte er als Spielertrainer. Während der Hinrunde der Saison 1983/84 kehrte er nach Petroșani zurück, spielte aber für den unterklassigen Verein Minerul Știința, wo er 1984 seine Karriere beendete.
Im Jahr 2001 brachte ihn sein Freund und ehemaliger Mitspieler Cornel Dinu bei Dinamo Bukarest in dem Jugendtrainerstab unter.

### Nationalmannschaft
Dumitrache absolvierte 31 Spiele für die rumänische Fußballnationalmannschaft und erzielte 15 Tore. Sein Debüt gab er am 5. Juni 1968 gegen die Niederlande. Bei der Fußball-Weltmeisterschaft 1970 in Mexiko setzte ihn Nationaltrainer Angelo Niculescu in allen drei Spielen ein und Dumitrache erzielte zwei Tore. Des Weiteren bestritt Dumitrache 10 Spiele für die U23-Nationalmannschaft Rumäniens, in denen er drei Tore schoss.

## Erfolge
- WM-Teilnehmer: 1970
- Rumänischer Meister: 1971, 1973, 1975
- Rumänischer Pokalsieger: 1968
- Rumäniens Fußballer des Jahres: 1968, 1969
- Rumänischer Torschützenkönig: 1969, 1971

## Sonstiges
Zeit seiner Karriere hatte Dumitrache mit massiven Alkoholproblemen zu kämpfen, die ihm den Weg zu weiteren Erfolgen verwehrten. Am 5. April 2007 wurde Dumitrache aufgrund einer Hirnblutung in die Bukarester Uniklinik eingeliefert, wo eine Leberzirrhose festgestellt wurde. Eine Operation am 10. April brachte nicht den gewünschten Erfolg. Zwei Wochen nach der Operation starb er im Krankenhaus.